# Oded Fehr
Oded Fehr (Hebreu: עודד פהר; nascido em 23 de novembro de 1970) é um ator de cinema e televisão israelense.

## Carreira
Algumas atuações de Fehr são na série da NBC UC: Undercover (2001-2002), a série da CBS Presidio Med (2002–2003), e o filme de 2004 Resident Evil: Apocalypse (repetindo o papel na continuação, Resident Evil: Extinction). Ele emprestou sua voz ao Senhor Destino em Justice League Unlimited, interpretou Antoine Laconte, um gigolô na comédia de Rob Schneider Gigolô por Acidente (1999) e fez uma aparição como Laconte Antoine em Gigolô Europeu por Acidente (2005). Ele também atuou na série americana sobrenatural Charmed, onde interpretou o demônio Zankou, o principal vilão na sétima temporada.
O diretor Stephen Sommers foi uma das pessoas que ajudaram Oded a atuar nos filmes A Múmia e O Retorno da Múmia.
Entre 2005-2006 Fehr interpretou Farik na série Sleeper Cell do canal Showtime.
Em 2010, Fehr apareceu no quarto episódio de Covert Affairs dos EUA como um agente da Mossad israelense. Ele também apareceu no segundo episódio da segunda temporada intitulado "Good Advices", e aparece como um personagem recorrente.
Em 2013 participou de quatro episódios da série NCIS no papel de um agente renegado da Mossad.
Fehr voltará no quinto filme da série Resident Evil.

## Vida pessoal
Fehr nasceu em Tel Aviv, Israel, de herança judaica. Sua mãe é uma supervisora de atendimento e seu pai é um físico germânico. Ele tem um irmão, uma irmã, e uma jovem meia-irmã. Ele frequentou a Bristol Old Vic Theatre School na Inglaterra depois de ter uma breve aula de arte dramática, em Frankfurt, Alemanha. Ele serviu no Exército Israelense de 1989-1992 e trabalhou como segurança da El Al (companhia aérea de Israel) na Alemanha.
Fehr é casado com Rhonda Tollefson, a quem conheceu em uma ópera de Los Angeles. Eles se casaram em 22 de dezembro de 2000. O casal tem Três filhos: Atticus (nascido em 04 de janeiro de 2003)  Finley (nascida em 26 de fevereiro de 2006) Azelie Fehr. 
Fehr fala hebraico, inglês e um pouco de alemão.

## Filmografia

### Filmes
- Kiss of Fire (1998)
- A Múmia (1999) Ardeth Bay
- Gigolô por Acidente (1999) Antoine Laconte
- Texas Rangers (2000) Anton Marsale
- Pão e rosas (2000) Ele Mesmo
- O Retorno da Múmia (2001) Ardeth Bay
- Resident Evil: Apocalypse (2004) Carlos Oliveira
- Sonhadora (2005) Príncipe Sadir
- Gigolô Europeu por Acidente (2005) Antoine Laconte
- Resident Evil: Extinction (2007) Carlos Olivera
- The Betrayed (2008) Alek
- Drool (2009) Cheb Fleece
- For the Love of Money (2011) Levi
- Resident Evil: Retribution (2012) Carlos Oliveira

### Filmes para TV
- Killer Net (1998) Victor
- Cleopatra (1999) Capitão Egípcio
- Arabian Nights (2000) Robber #2
- Scooby-Doo! in Where's My Mummy? DTV (2005) Amahl Ali Akbar

### Documentários
- Game Over: 'Resident Evil' Reanimated DTV (2004) Ele Mesmo
- Game Babes (2004) DTV Ele Mesmo
- Corporate Malfeasance (2004) DTV Ele Mesmo

### Séries de TV
- The Knock (1998)
- UC: Undercover (2000) Frank Donovan
- Presidio Med (2002–2003) Dr. Nicholas Kokoris
- Charmed (2004-2005) Zankou (7ª temporada)
- Sleeper Cell (2005–2006) Faris al-Farik
- Burn Notice (2008) Episódio: Scatter Point
- Eleventh Hour (2008)
- Law and Order: Los Angeles (2010) Episódio: Hollywood
- V (2011)
- Covert Affairs (2010-2014) Eyal Lavine (11 episódios)
- Jane By Design (2012) Episódio: The Birkin & The Getaway
- Ilan Bodner (2012) Episódio: NCIS
- Once Upon a Time (2016) Jafar ( 6º Temporada)
- How to Get Away with Murder (4ª temporada) (2017) - Procurador Geral Chase
- Star Trek: Discovery (3° temporada) (2020) - Almirante Charles Vance

#### Séries Animadas
- Justice League
  - "The Terror Beyond" (Parts 1 e 2) (2003) Senhor Destino
- Justice League Unlimited
  - "The Return" (2004) Dr. Fate
  - "Wake the Dead" (2004) Dr. Fate
  - "The Great Brain Robbery" (2005) Dr. Fate
- Batman: The Brave and the Bold
  - "Mystery in Space!" (2009) Equinox
  - "When OMAC Attacks!" (2009) Equinox
  - "The Fate of Equinox!" (2009) Equinox
  - "Time Out for Vengeance!" (2011) Equinox
- Young Justice
  - "Fireworks"(2010) Ra's al Ghul (creditado como L-2)
  - "Targets" (2011) Ra's al Ghul

#### Participações especiais
- American Dad! Episódio: "Stan of Arabia" (Parte 2) (2005) Kazim
- Medium (2009) Dr. Thomas Statler
- How to Get Away With Murder (2017) - Procurador Geral Chase

### Videogames
- Champions of Norrath: Realms of EverQuest (2005)